# ТЕС Стальова Воля
ТЕС Стальова Воля (Stalowa Wola) — теплова електростанція на південному сході Польщі у однойменному місті.

## Стальова Воля І

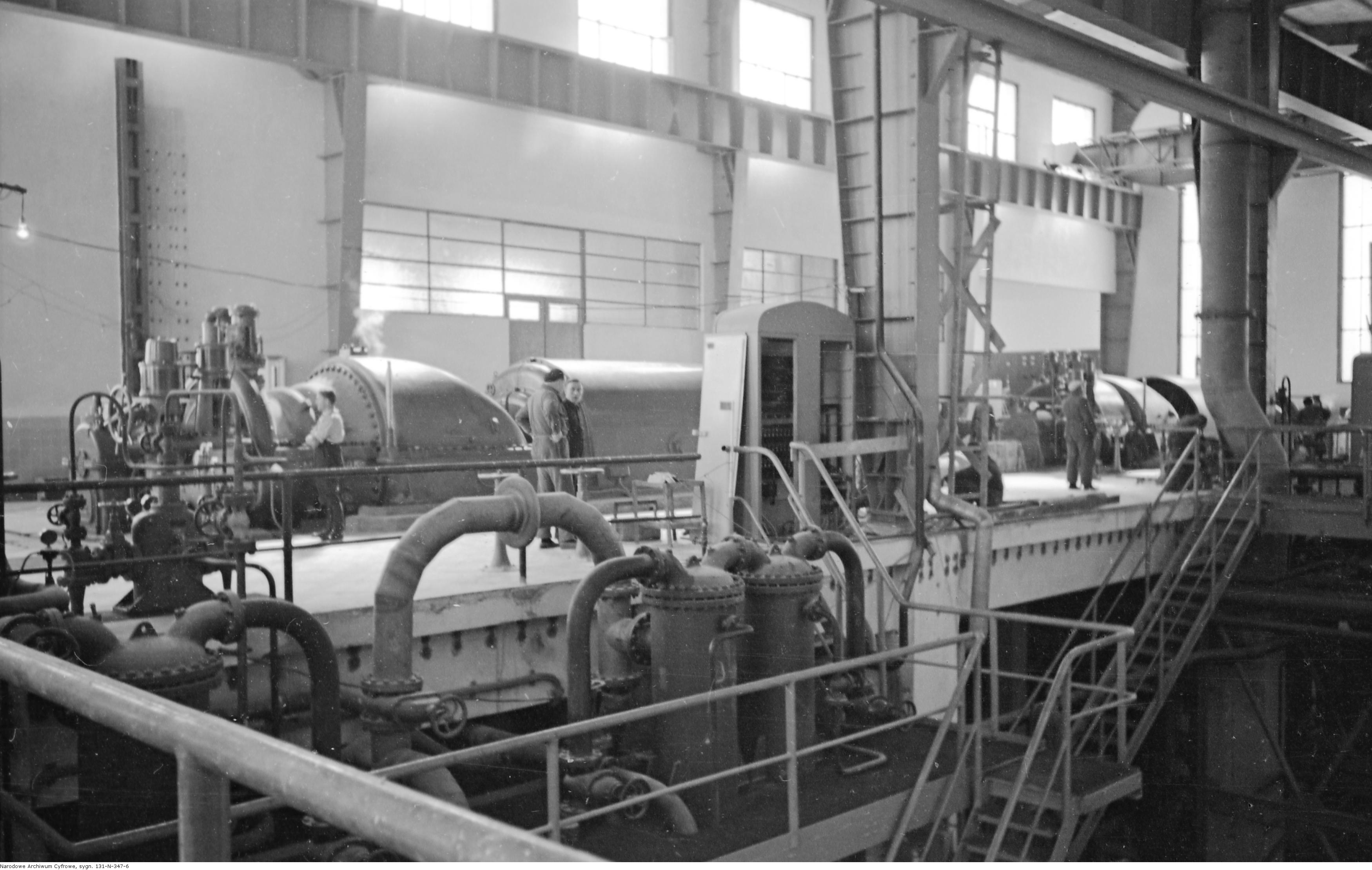
Станція Стальова Воля у 1939 році

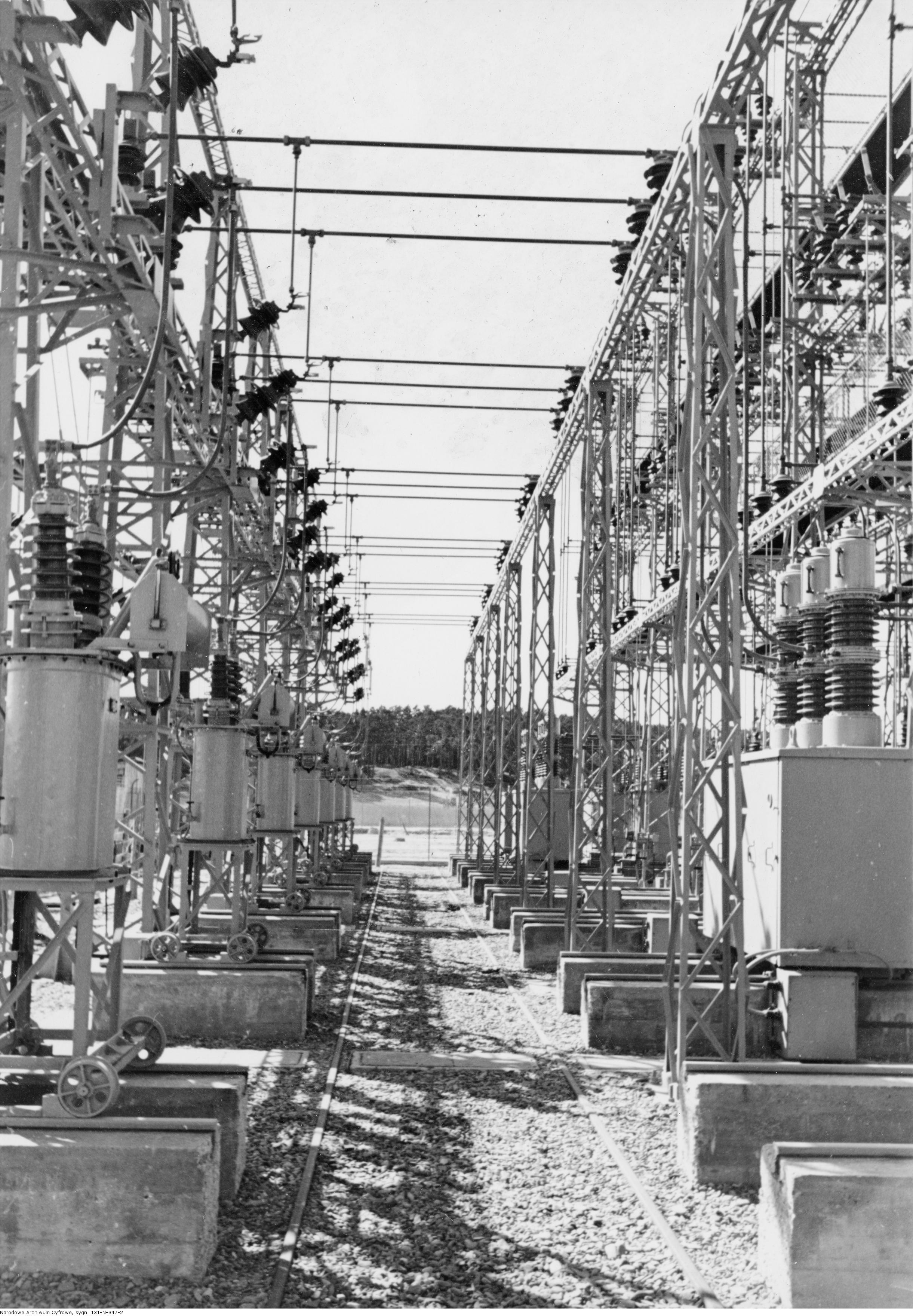
Трансформаторний майданчик станції у 1939 році

У другій половині 1930-х в Польщі узялись за створення Центрального промислового району, де почали зводити металургійні, станкобудівні, збройові, порохові, авіаційні та інші заводи. Для їх живлення звели кілька електростанцій, зокрема, у Стальовій Волі на південний схід від Сандомира. Тут у 1939-му ввели в експлуатацію ТЕС з двома паровими турбінами потужністю по 20 МВт, споруджену французькою компанією Alsthom. Її чотири котли OR-45 працювали на мазуті, для розпалювання якого використовували природний газ, або на суміші газу із вугільним пилом. Газ спершу подали по Центральному газопроводу, а в 1942-му, під час німецької окупації, до Стальової Волі також почав надходити ресурс по трубопроводу від Опарського родовища (Львівська область).
На завершальному етапі Другої світової війни німці підготували електростанцію до підриву, проте один з німецьких офіцерів походженням із Силезії самовільно наказав видалити підривні заряди. За цей порятунок об'єкта від знищення офіцер був розстріляний.
На початку 1950-х ТЕС модернізували шляхом встановлення трьох котлів ОР-100 та додаткової конденсаційної турбіни потужністю 35 МВт.
У 1988-му та 1989-му вивели з експлуатації дві перші турбіни, а в у кінці 1990-х першу чергу ТЕС Стальова Воля закрили повністю.

## Стальова Воля II
У 1957-му ввели в експлуатацію другу чергу із чотирьох пиловугільних котлів ОР-130, виготовлених у чеському Брно, та двох парових конденсаційних турбін потужністю по 50 МВт, постачених так само чеською компанією Skoda із заводу у Пльзені. Видалення відпрацьованих газів відбувалось за допомогою димаря висотою 106 метрів, а зв'язок з енергосистемою забезпечувала ЛЕП, розрахована на роботу під напругою 110 кВ.
У 1960-му на станції встановили турбіну потужністю 10 МВт, яка відносилась до типу турбін із протитиском та могла постачати теплову енергію місту Стальова Воля. А в 1978—1983 роках всю другу чергу переобладнали у теплоелектроцентраль, головним завданням якої була подача перегрітого пару з температурою 170—180 градусів Цельсія до розташованої за 27 км копальні Єзюрко, де пару використовували для підземної плавки самородної сірки. Тепер на станції працювали чотири котли ОР-150, а конденсаційні турбіни замінили на теплофікаційні — одну 7UC60 та одну 7UP40 — з електричною потужністю 60 МВт та 40 МВт. Крім того, встановили виготовлені компанією Rafako (Рацибуж) два водогрійні котли WP 70  i WP 120, котрі використовували бітумінозне вугілля та мали теплову потужність 81 МВт та 140 МВт відповідно.
У 2001-му копальню Єзюрко закрили, оскільки видобуток самородної сірки не міг конкурувати з її продукуванням як побічного продукту під час очистки нафти та газу. Як наслідок, на ТЕС Стальова Воля припинили використання котлів WP 70  i WP 120.
В 2004-му вивели з експлуатації турбіну 7UP40 та замінили її на теплообмінник.
В 2013-му один з котлів ОР-150 під номером К-10 перевели на використання біомаси, якої необхідно понад 200 тисяч тонн на рік. Модернізований до рівня ОР-120, котел живить новий генераторний комплект з теплофікаційною турбіною потужністю 30 МВт, встановленою замість старої турбіни № 6 з показником 10 МВт.
Після зазначених модифікацій теплова потужність ТЕЦ становила 335 МВт (з урахуванням 56 МВт резервної потужності, котру могла постачати третя черга станції).
А в 2020-му функцію теплопостачання перебере на себе сучасний парогазовий блок, який видаватиме 240 МВт теплової потужності, та резервна водогрійна станція потужністю 132 МВт.

## Стальова Воля III
У 1965-му та 1966-му ввели в експлуатацію третю чергу із двох вугільних енергоблоків № 7 та № 8 потужністю по 125 МВт. Котли OP-380К для постачили з Сосновецького котельного заводу (в кінці 1970-х увійшов до концерну Rafako), а турбіни TK-120 виготовила за ліцензією британської Vickers компанія Zamech із Ельблонгу. Генератори TGH-120 постачило ще одне польське підприємство Dolmel із Вроцлава.
Видалення продуктів згоряння із котлів забезпечили за допомогою димаря висотою 120 метрів. У 1988-му на майданчику ТЕС звели димар висотою 150 метрів, до якого під'єднали котли різних черг, проте з 1996-го він не використовувався, а у 2004-му був знесений.
Для видачі продукції третьої черги використовували ЛЕП, розраховану на роботу під напругою 220 кВ.
Окрім виробництва електроенергії третя черга могла подавати 56 МВт теплової енергії у випадку пікових навантажень в теплосистемі.
Обидва блоки Стальової Волі III заплановано закрити у 2020-му після запуску сучасного парогазового енергоблоку.

## Парогазовий блок
У 2012-му на майданчику станції почалось будівництво сучасного енергоефективного парогазового блоку потужністю 450 МВт. Встановлена тут газова турбіна General Electric Frame 9F 5 живитиме через котел-утилізатор парову турбіну виробництва Doosan Škoda потужністю 160 МВт. Паливна ефективність блоку при виробництві електроенергії становитиме 59,7 %.
Газову турбіну доправили в район будівництва у 2014 році по Віслі, після чого перевезли на спеціальних транспортерах до розташованого за 27 км від пристані будівельного майданчика.
Для охолодження нового об'єкту створили систему забору води із Сяну. У руслі річки облаштували невеличку греблю, котра створює певний підпір та допомагає через канал довжиною 0,2 км живити енергоблок. Відпрацьована вода повертається у Сян по каналу довжиною 0,8 км.
Новий об'єкт розрахований на використання природного газу в об'ємі до 0,55 млрд м3 на рік (повз Стальову Волю проходить газотранспортний коридор Ярослав – Варшава – Гданськ). Також існує проект його переведення на штучне паливо, отримане шляхом газифікації вугілля.
Перша синхронізація парогазового блоку з електромережею відбулась у березні 2020 року.
Окрім виробництва електроенергії парогазовий блок постачатиме 240 МВт теплової енергії. У випадку пікового попиту до теплопостачання підключатиметься нова резервна котельня, котра матиме чотири водогрійні котли — три тепловою потужністю по 36 МВт та один з показником 12 МВт, а також один паровий котел потужністю 12 МВт.